# Диодор Крон
Диодор Крон или Диодор Диалектик (на старогръцки: Διόδωρος Κρόνος; на латински: Diodorus Cronus; * 350 пр.н.е.; † 284 пр.н.е.) e древногръцки философ, диалектик, представител на Мегарската школа
Неговото учение е развито от стоическия философ Хризип.